# 福伊茨贝格县

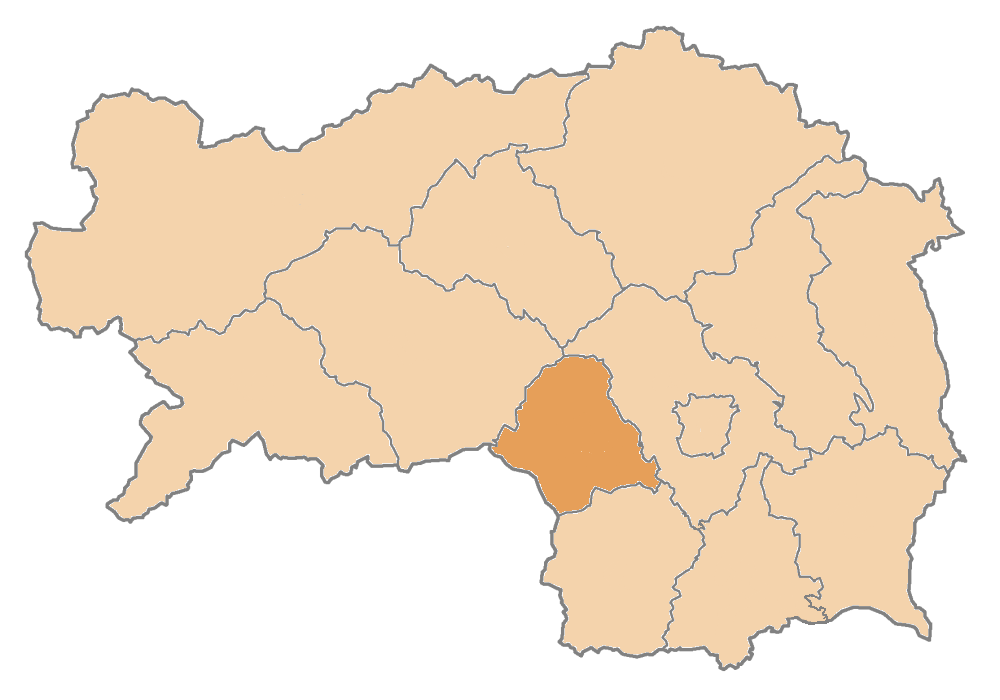
福伊茨贝格县在施泰尔马克州的位置

福伊茨贝格县（德語：Bezirk Voitsberg）是奥地利施泰尔马克州所辖的一个县。总面积678.6平方公里，总人口53588，人口密度79人/平方公里（2001年）。行政中心位于福伊茨贝格。

## 行政区域
福伊茨贝格县辖有25个市镇。